# Milichius
Milichius ist ein kleiner Einschlagkrater auf der westlichen Mondvorderseite in der Ebene des Mare Insularum. Er liegt nordöstlich des Kraters Kepler und westlich des großen Kraters Copernicus.
Der Krater ist schüsselförmig und der Rand kaum erodiert.
Westlich des Kraters verläuft in nordsüdlicher Richtung die Mondrille Rima Milichius.
| Buchstabe | Position           | Durchmesser | Link |
| --------- | ------------------ | ----------- | ---- |
| A         | 9,24° N, 32,09° W  | 9 km        |      |
| C         | 11,18° N, 29,45° W | 3 km        |      |
| D         | 7,95° N, 28,29° W  | 3 km        |      |
| E         | 10,6° N, 28,16° W  | 3 km        |      |
| K         | 8,47° N, 30,41° W  | 4 km        |      |

Der Krater wurde 1935 von der IAU nach dem deutschen Mathematiker und Mediziner Jakob Milich offiziell benannt.